# Transept
Transept je v cerkvenem gradbeništvu prečna ladja, položena pravokotno na vzdolžno ladjo ali ladje cerkve, tako da razdvaja svetišče (oltar, apsido, kor) od ostalega dela cerkve (ladje) in daje tlorisu obliko latinskega križa. Na presečišču transepta in glavne ladje se pogosto dviguje osrednji stolp, zvonik ali kupola. Kakor zidovi vzdolžnih ladij so tudi transepti okrašeni z okni, vitraži, rozetami in reliefi.
Transept se je pojavil v zgodnjem krščanstvu, razcvet pa je doživel v romaniki in gotski arhitekturi.
Če kraki transepta niso daljši od zidov vzdolžne ladje, nastane tako imenovana centralna cerkev z grškim križem, s kraki enake dolžine; tak tloris je pogost pri pravoslavnih cerkvah.
Transept imajo tudi nekatere druge zgradbe po svetu: primer Kristalna palača na Svetovni razstavi v Londonu iz leta 1851.
Tako se imenuje tudi dolg prehod med dvema zgradbama (pri metrojih in podobo), kjer je transept podzemni prehod ali most, ki se razteza med dvema železniškima platformama.